# Kristian Zahrtmann
Peder Henrik Kristian Zahrtmann, connu sous le nom de Kristian Zahrtmann, né le 31 mars 1843 à Rønne, et mort le 22 juin 1917 dans le quartier Frederiksberg à Copenhague, est un peintre danois.

## Biographie

### Jeunesse et formation artistique
Peder Henrik Kristian Zahrtmann naît le 31 mars 1843 à Rønne, sur l'île de Bornholm. Son père est Carl Vilhelm Zahrtmann, médecin-chef de l'île, et sa mère est Laura Pauline. Il est l'aîné des sept garçons et des deux filles. Après avoir obtenu son diplôme de Rønne Realskole à l'âge de dix-sept ans, il est envoyé à l'académie de Soro, où il étudie la peinture avec le peintre paysagiste Johannes Georg Smith Harder (aussi connu sous le nom de Hans Harder). Il est souvent invité chez le directeur de l'Académie, le poète Bernhard Severin Ingemann et son épouse, où il a l'occasion de rencontrer les professeurs de l'école et d'autres invités, tels que Hans Christian Andersen. Diplômé en 1862, il reçoit son cand. phil en 1863. Pendant ces années, il vit dans une famille dont la fille est peintre, ce qui l'inspire à tenter sa chance en tant qu'artiste.
Après avoir obtenu son diplôme, il arrive à Copenhague où, durant l'hiver 1863-1864, il étudie le dessin à l'Institut technique sous la direction de Christian Hetsch et de l'architecte Ferdinand Vilhelm Jensen. Il reçoit également des cours privés du peintre de genre Wenzel Ulrich Tornøe à la même époque. Il commence ensuite ses études en octobre 1864 à l'Académie royale danoise des Beaux-Arts (en danois : Det Kongelige Danske Kunstakademi) où il étudie avec Johan Adolph Kittendorff (de), Wilhelm Marstrand, Jørgen Roed, Niels Simonsen (en), et Frederik Vermehren, un autre étudiant de l'académie de Soro. August Jerndorff (da), Peder Severin Krøyer et  Rasmus Frederik Hendriksen font partie de la classe.

### Début de la carrière artistique
Diplômé de l'Académie en 1868, il expose pour la première fois à Charlottenborg l'année suivante avec En Konfirmandinde paa Bornholm (Une jeune fille est confirmée sur Bornholm). Il expose régulièrement à Charlottenborg de 1869 à 1891, et sporadiquement par la suite.
Il se lie d'amitié avec le peintre Otto Haslund (en) et Pietro Krohn (en), futur directeur du musée, avec qui il partage un atelier. 

### Leonora Christina et autres sujets historiques

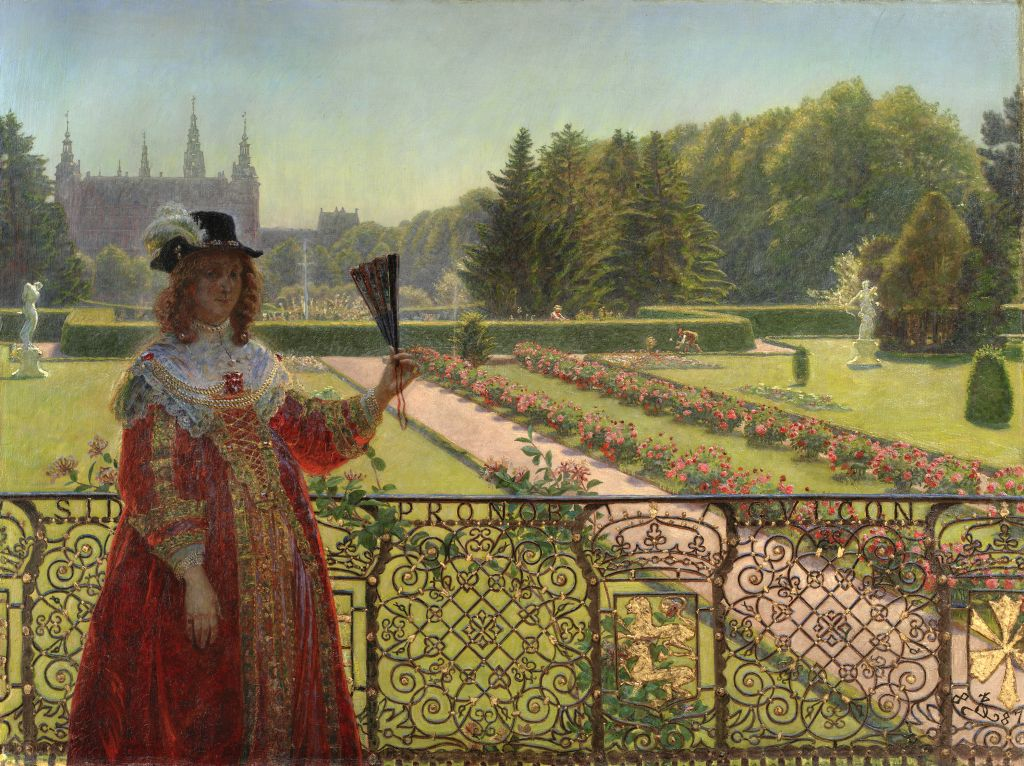
Leonora Christina dans le jardin du Château de Frederiksborg, 1887

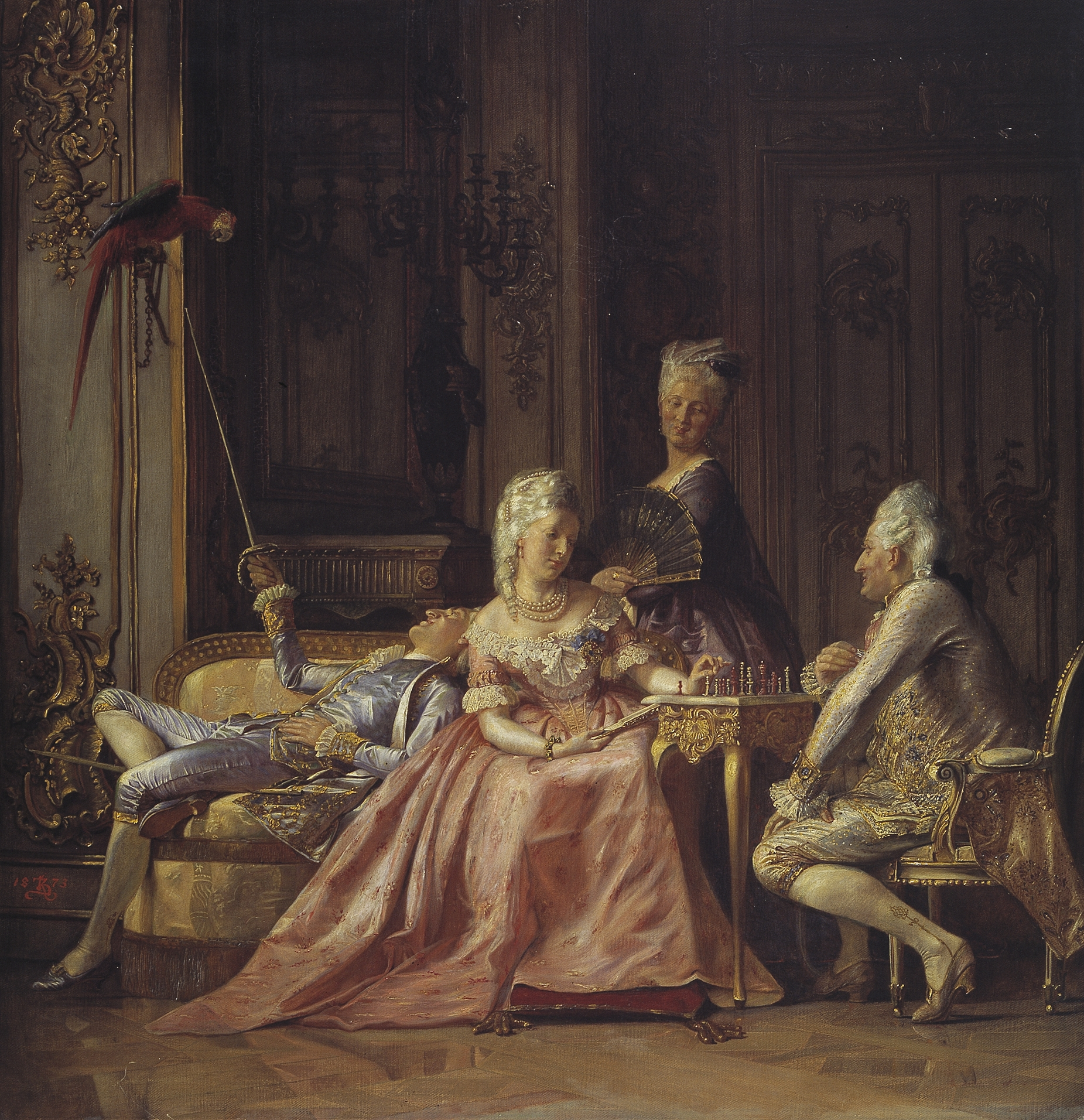
Une huile de 1873 recréant la cour frivole de Christian VII par Kristian Zahrtmann à la galerie Saatchi.

Il s'intéresse déjà à l'histoire de l'héroïque fille d'un roi danois, Leonora Christina Ulfeldt (également connue sous le nom d'Eleanor Christine), au XVIIe siècle, avant la publication posthume de son récit autobiographique Jammers Minde (en) (Souvenir de la misère), en 1674, qu'il a reçu comme cadeau d'anniversaire de Haslund et Krohn.
La comtesse Leonora Christina de Schleswig-Holstein, fille du roi Christian IV par son mariage d'amour morganatique avec une noble jeune fille danoise, était tombée disgrâce à cause de la haute trahison de son mari Corfitz Ulfeldt. Elle a ensuite été emprisonnée pendant 22 ans dans la Tour Bleue (Blåtårn (en)) du Château de Copenhague, et a passé ses dernières années dans la solitude du cloître de Maribo.
Zahrtmann commémore son histoire dans une série de 18 grands tableaux sur plusieurs années. Le premier de ces tableaux est rendu public en 1871, Slotsfogden skjæmter med Kvinderne i den nylig fængslede Kongedatters Kammer paa Blaataarn (Le gardien du château badine avec les femmes dans la chambre de la fille du roi dans la tour bleue). Le tableau lui vaut un prix Neuhausen (Neuhausenske Præmie), est vendu à l'influente Union artistique de Niels Laurits Høyen (Kunstforeningen), et est suivi par une série d'autres tableaux sur le même thème. Ces peintures établissent sa réputation comme l'un des artistes les plus importants de son époque.
D'autres tableaux de la série incluent : Leonora Christina forlader Fængselet (Leonora Christina quitte la prison, 1873); Leonora Christina i Fængselet (Leonora Christina in Prison, 1875) dans la Collection Hirschsprung; Corfits Ulfeldt og Leonora Christina (Corfitz Ulfeldt et Leonora Christina) ; Dronning Sophie Amalies Død (La mort de la reine Sophie Amalie, 1882); Leonora Christina paa Maribo Maribo Kloster (Leonora Christina au cloître de Maribo, 1883), tous les deux dans le Statens Museum for Kunst; et trois versions de Leonora Christina undersøges af Sophie Amalies Tjenerinder (Leonora Christina Undressed and Searched by Sophie Amalie's Maids, 1886, 1888, 1894) de la Collection Hirschsprung.
En même temps, il explore d'autres motifs, bien que Leonora Christina soit une obsession qui la suit durant toute sa vie. En 1872, il fait un portrait de Georg Brandes, qui passe l'été près de Zahrtmann à Christiansholm près de Klampenborg au nord de Copenhague.
En 1873, il remporte un autre prix Neuhausen pour Sigbrit gennemgår toldregnskaberne med Christian II (Sigbrit examine les comptes fiscaux avec Christian II), et expose un tableau préparatoire pour Job og hans Venner (Job et ses amis), qui lui vaut la médaille d'or de l'Académie. Le tableau final de Job et ses amis est considéré comme l'un de ses chefs-d'œuvre et lui a valu la médaille d'or de l'Académie en 1887.
En 1873, il peint également "Scène de la cour chrétienne VII 1772" pour raconter la tragique histoire de la reine Caroline Matilda sur le centenaire de la chute de Johann Friedrich Struensee. Le tableau fait partie de la collection Hirschsprung. Caractéristique pour Zahrtmann, il a réalisé plusieurs autres tableaux au fil des ans qui illustrent l'histoire de ces personnages.

### Voyages d'étudiants
Il essaye d'obtenir, à trois reprises, une bourse de voyage de l'Académie. Elle aurait dû lui être remise en tant que gagnant de la grande médaille d'or, mais les fonds ne sont versés que deux ans plus tard. Kristian Zahrtmann passe l'été 1873 à Hornbæk (municipalité de Helsingør) en compagnie de ses collègues peintres Peder Severin Krøyer et Viggo Johansen.
Il voyage finalement en Italie en décembre 1875 avec le financement de son père, avant de recevoir une bourse de voyage de l'Académie. De 1875 à 1878, il réside en Italie (Rome, Sienne, Amalfi et Saracinesco), où il réalise de nombreux tableaux. Il revint plus tard en Italie à plusieurs reprises, notamment en 1882-1884 grâce à une subvention du Fonds Ancher avec les artistes Joakim Skovgaard, Theodor Esbern Philipsen, et Viggo Pedersen. Il est fasciné par la vie de tous les jours, par le fort soleil italien, les couleurs vives et la splendeur exotique des rites de l'Église catholique qu'il représente dans de nombreuses peintures.
En juin 1883, il se rend pour la première fois à Civita d'Antino, une ville de montagne qu'il considère comme sa résidence secondaire. Entre 1890 et 1911, il passe chaque été à Civita d'Antino, vivant avec la famille Cerroni et réunissant amis et étudiants dans une colonie annuelle d'artistes. Il est nommé citoyen d'honneur de la ville en 1902.
Il se rend également à plusieurs reprises en Grèce, ainsi qu'en France et au Portugal.

### Au-delà de la peinture

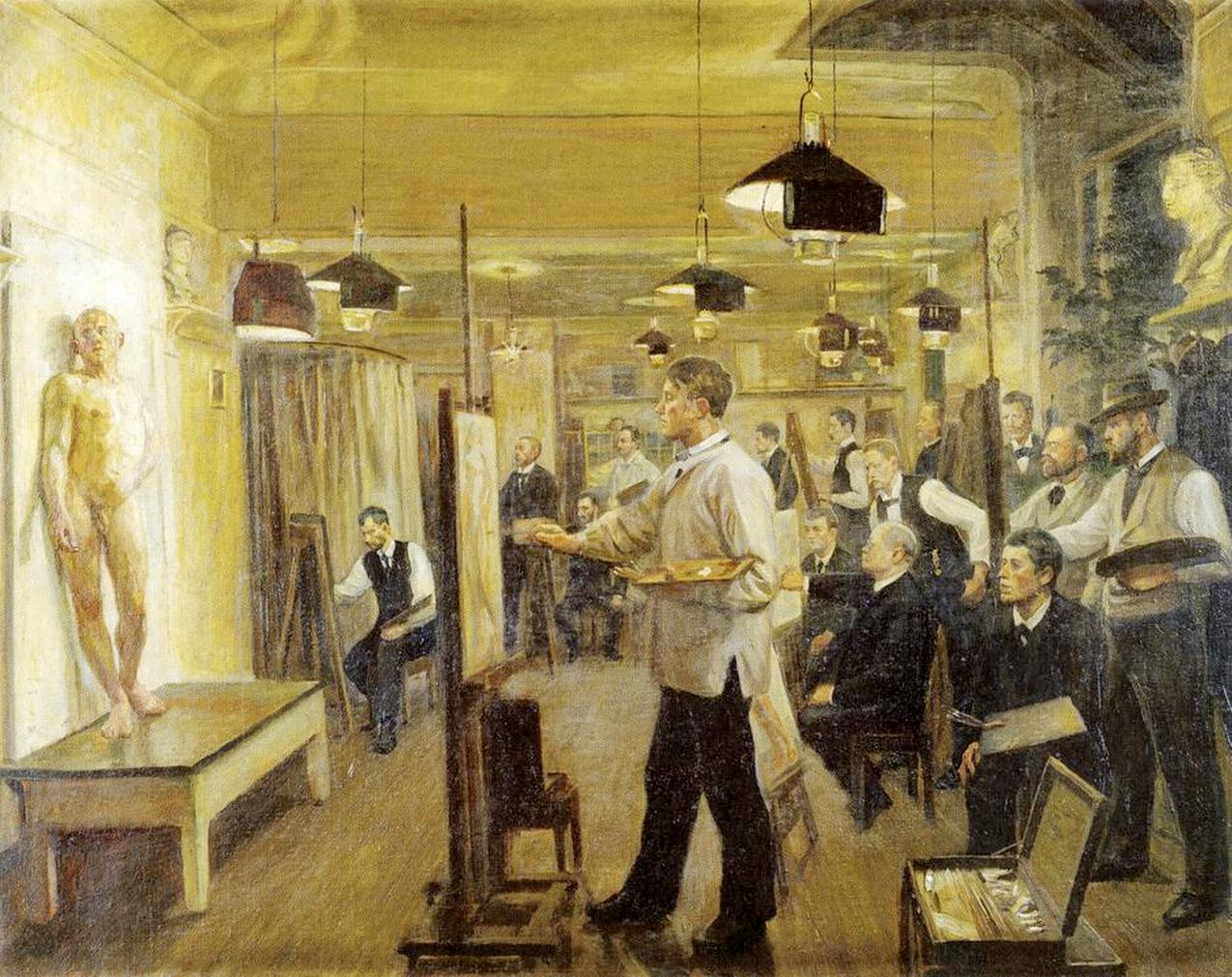
L'école de Zahrtmann
(Poul S. Christiansen, 1899).

L'Artists Studio School a été fondée à l'hiver 1882-1883 pour protester contre les politiques de l'Académie des beaux-arts et comme alternative à son programme éducatif. Elle était dirigée par Laurits Tuxen, et Peder Severin Krøyer a été engagé comme l'un de ses professeurs. Zahrtmann a enseigné à l'école de 1885 à 1908. En 1893, il devint le chef de sa classe préparatoire qui, sous sa direction, devint un département indépendant. Il avait environ 200 étudiants des pays scandinaves. En raison de son importance en tant qu'enseignant, l'école était souvent simplement appelée l'école de Zahrtmann. Parmi ses élèves, on compte Peter Hansen (en), Ossian Elgström, Fritz Syberg, Poul Simon Christiansen (en), Johannes Larsen (en), Johannes Wilhjelm et Oluf Hartmann, ainsi que les peintres modernes Karl Isakson (en), Edvard Weie (en), Harald Giersing, et Olaf Rude.
Il participe à la création de l'Exposition libre (Den Frie Udstilling), un espace d'exposition alternatif, qui ouvre ses portes en 1891.

### Plus tard dans la carrière artistique

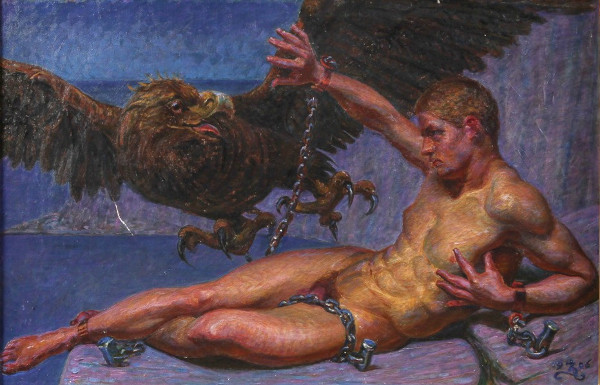
Prométhée.

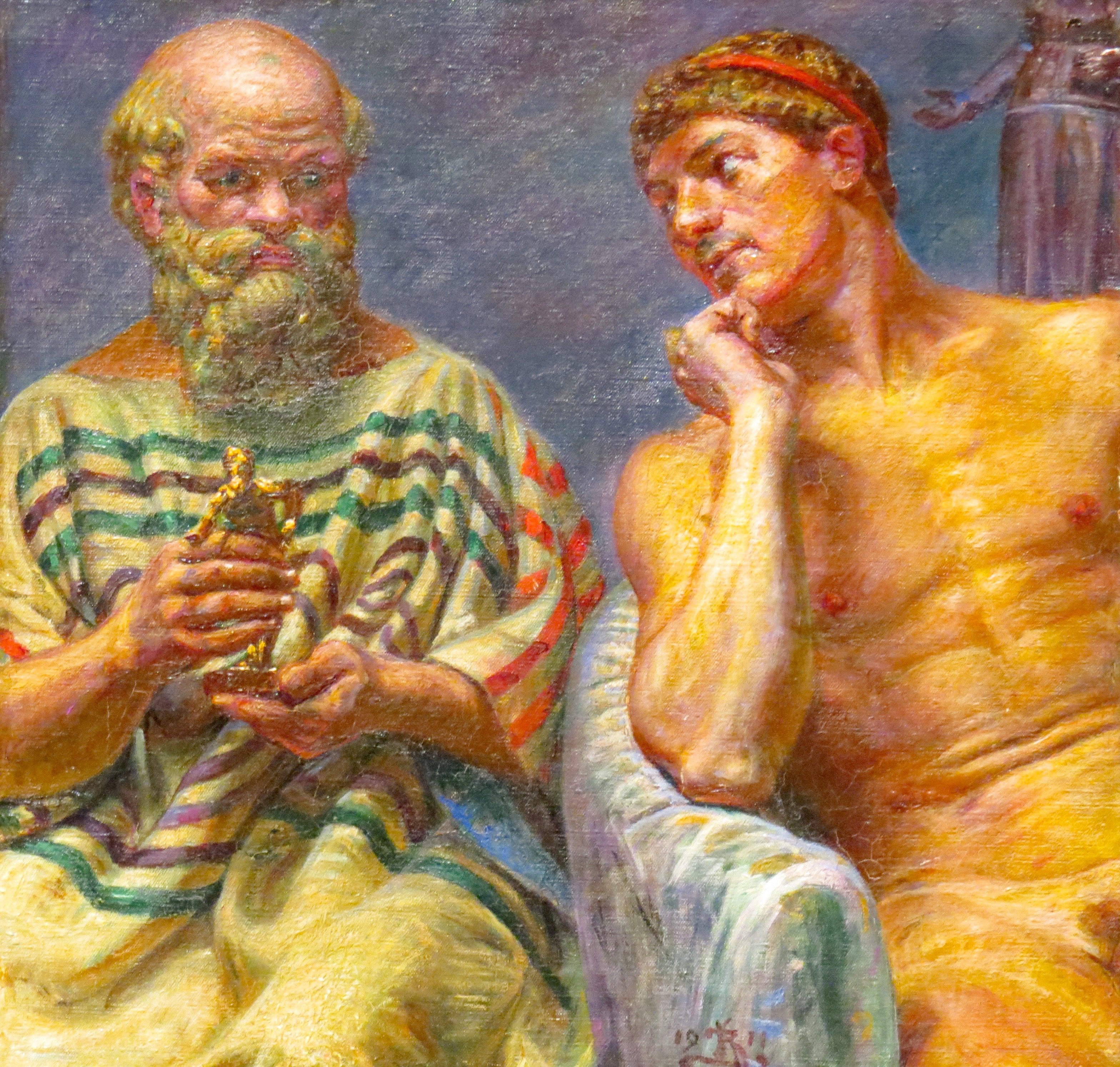
Socrate et Alcibiade.

Zahrtmann réalise plusieurs portraits de ses parents, dont un de son père en 1887 et un de sa mère (1899-1901), qui joue un rôle important dans sa vie. Ceux-ci, ainsi qu'un tableau grand format des deux parents dans leur salon de 1895-1901, font partie de la collection du Bornholm Art Museum.
En 1900, il passe l'hiver à Portofino où il peint les paysages colorés Havnen i Portofino, 1900 ("Port de Portofino, 1900") et Min Frokostbord i Portofino, 1900 ("Ma table de déjeuner à Portofino, 1900").
Il remporte une médaille de bronze à l'Exposition universelle de Paris 1900.

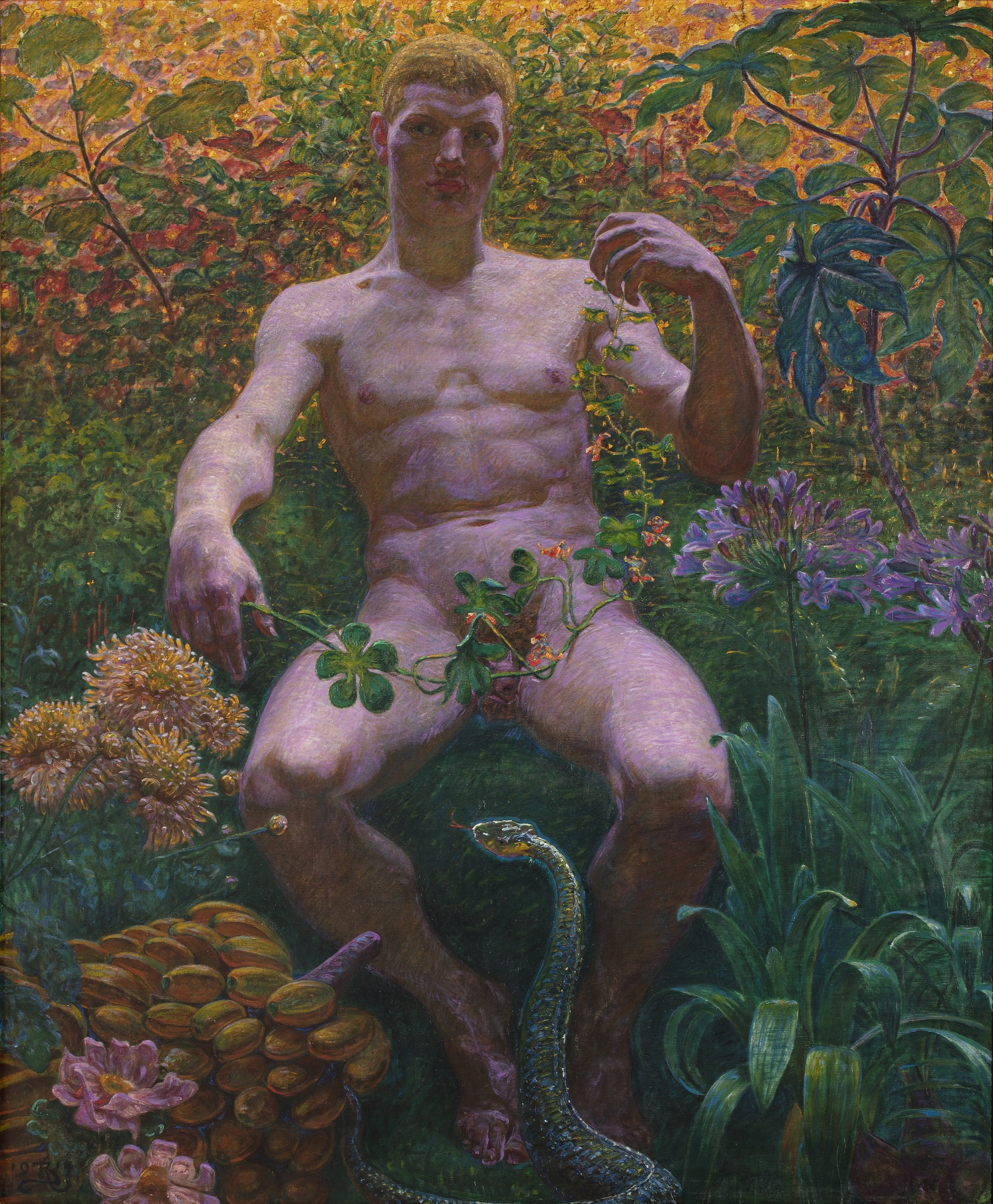
Adam au Paradis.

Vers la fin de sa vie, Zahrtmann produit plusieurs tableaux d'hommes nus, dont Prométhée (1906), Socrate et Alcibiade (1907, 1911) et Adam au Paradis (en deux versions, 1913-1914). À une époque encore ébranlée par le Grand débat scandinave sur la morale sexuelle du XIXe siècle, ces œuvres sont immédiatement qualifiées de violations scandaleuses des bonnes mœurs. Le traitement d'Adam est particulièrement provocateur, avec son Adam jeune, musclé et viril, Adam cachant son sexe avec un brin de feuilles de figuier tout en se penchant en arrière dans un paradis botanique luxuriant et aux couleurs vives, le serpent arqué à mi-chemin de sa jambe et dardant sa langue. Les musées refusent d'acheter ces œuvres homoérotiques, et la plupart d'entre elles sont encore entre des mains privées. Zahrtmann ne s'est jamais marié, et des rumeurs circulaient dans la société de Copenhague concernant ses penchants sexuels
Zahrtmann peint également un certain nombre d'autoportraits dans ses dernières années, dont un peint en 1913 qui est considéré comme l'une de ses plus belles œuvres. Il fait partie de la collection du Musée historique national du Palais Frederiksborg.
Il achète un terrain sur Fuglebakken à Frederiksberg et y fait construire une maison conçue par Hans Koch et Zahrtmann lui-même. Il nomme cette demeure Casa d'Antino et y emménage à l'automne 1912. 
Zahrtmann apparaît dans un film documentaire de 1913 sur lui-même intitulé Kristian Zahrtmann, réalisé par Sophus Wangøe, également connu sous le nom de Sophus Wangöe.
En juin 1917, il est hospitalisé pour l'appendicite. Après une amélioration apparente, son état s'aggrave et il meurt le 22 juin à Frederiksberg. Il est inhumé au cimetière de Vestre, à Copenhague. Un relief sur le thème de "Leonora Christina quitte la prison" orne sa tombe. Le relief est dessiné par l'architecte Thorvald Bindesbøll et le peintre Joakim Skovgaard, et sculpté dans le granit de Bornholm par Larsen Stevns.
À Civita d'Antino, une plaque commémorative est placée dans le mur de la maison Cerroni près de la porte de la ville. Un monument avec une statue de Zahrtmann est érigé sur la place ouverte devant sa maison, et la place porte son nom.
Un portrait de Vilhelm Hammershøi (1899) se trouve dans la collection Hirschsprung.

### Autres œuvres
- San Lidano fest i Civita d’Antino (Célébration de San Lidano à Civita d'Antino) (1890), propriété privée.
- Kejser og kejserinde Friedrich på villa Carnazvore i oktober 1887 (L'empereur Friedrich et l'impératrice à la Villa Carnazvore en octobre 1887) (1900), propriété privée.
- Det mystiske bryllup mellem biskoppen og abbedissen af Pistoja fejres uden for S. Peitro år 1500 (Le mariage mystique entre l'évêque et l'abbesse de Pistoja est célébré à l'extérieur de Saint-Pierre en l'an 1500) (1894–1895), Bornholm Art Museum (en).
- La grand-mère et son petit enfant, Copenhague[3].
- Paysage d'été italien, Stockholm[3].